# Josef Zisyadis

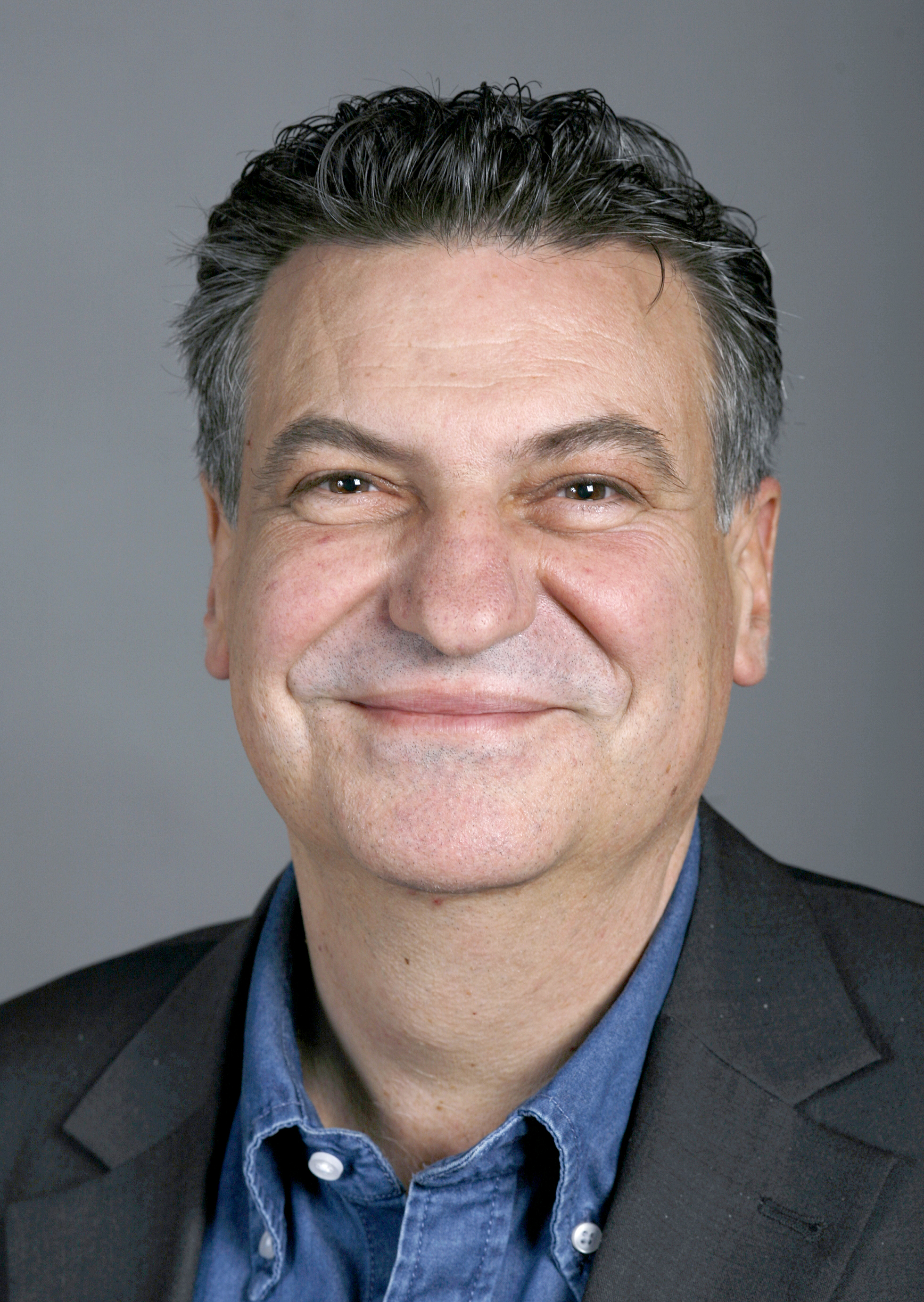
Josef Zisyadis (2007)

Josef Zisyadis (* 17. April 1956 in Istanbul) ist ein Schweizer Theologe und Politiker (PdA, seit 2010 AL).

## Biografie
Josef Zisyadis wurde in Istanbul als Sohn von griechischen Eltern geboren. Schon bald zog seine Familie nach Athen. 1963 kam er in die Schweiz, nach Lausanne, wo er das Gymnasium absolvierte und anschliessend Theologie studierte. Im Anschluss ans Studium, das er 1979 mit dem Lizentiat abschloss, verbrachte er vier Jahre als Pastor im Pariser Stadtteil Belleville.
Von 1983 bis 1994 arbeitete er als Kantonalsekretär des Parti Ouvrier Populaire des Kantons Waadt, von 1994 bis 1996 als Sekretär der Mutterpartei PdA Schweiz. Seit 1998 ist er politischer Sekretär beim POP Waadt.
1996 bis 1998 war er Staatsrat des Kantons Waadt und leitete das Justiz-, Polizei- und Militärdepartement.
Seit den Wahlen 1999 sass er für die Partei der Arbeit im Nationalrat, dem er schon von 1991 bis 1996 angehörte. Bei den Wahlen vom 21. Oktober 2007 wurde Josef Zisyadis abgewählt, da aber die gewählte Parteigenossin Marianne Huguenin auf ihren Sitz verzichtete, rückte Zisyadis nach. Vier Jahre später, bei den Schweizer Parlamentswahlen 2011, trat er dann nicht mehr an und schied aus dem Nationalrat aus.
Um gegen das neue Steuergesetz des Kantons Obwalden zu klagen, hat er am 27. Februar 2006 in Sachseln Wohnsitz genommen. Da dann doch drei Obwaldner gefunden wurden, die die Klage führten, zog er am 1. Mai 2006 wieder in den Kanton Waadt zurück.
Zisyadis war an der Gründung der Alternativen Linken beteiligt und wurde ab 2010 bis zu seinem Ausscheiden aus dem Rat am 4. Dezember 2011 als deren Nationalrat geführt. Er ist griechisch-schweizerischer Doppelbürger.